# Finał Pucharu Polski w piłce nożnej 1994
Finał Pucharu Polski w piłce nożnej 1994 – mecz piłkarski kończący rozgrywki Pucharu Polski 1993/1994 oraz mający na celu wyłonienie triumfatora tych rozgrywek, który został rozegrany 18 czerwca 1994 roku na Stadionie Wojska Polskiego w Warszawie, pomiędzy Legią Warszawa a ŁKS-em Łódź. Trofeum po raz 10. wywalczyła Legia Warszawa, a ponieważ w sezonie 1993/1994 wywalczyła również mistrzostwo Polski, ŁKS Łódź uzyskał prawo gry w Pucharze Zdobywców Pucharów 1994/1995.

## Droga do finału
| Legia Warszawa | Legia Warszawa      | Legia Warszawa | Runda       | ŁKS Łódź   | ŁKS Łódź             | ŁKS Łódź |
| Data           | Przeciwnik          | Wynik          | Runda       | Data       | Przeciwnik           | Wynik    |
| -------------- | ------------------- | -------------- | ----------- | ---------- | -------------------- | -------- |
| 06.10.1993     | Raczkowski Namysłów | 1:0            | IV runda    | 06.10.1993 | Jagiellonka Nieszawa | 3:1      |
| 10.11.1993     | Widzew Łódź         | 2:1            | 1/8 finału  | 10.11.1993 | Motor Lublin         | 3:2 pd.  |
| 30.03.1994     | Hetman Zamość       | 0:0            | Ćwierćfinał | 30.03.1994 | Szombierki Bytom     | 5:1      |
| 11.05.1994     | Hetman Zamość       | 3:0            | Ćwierćfinał | 11.05.1994 | Szombierki Bytom     | 2:2      |
| 25.05.1994     | Górnik Zabrze       | 5:2            | Półfinał    | 25.05.1994 | GKS Katowice         | 2:2      |
| 08.06.1994     | Górnik Zabrze       | 0:0            | Półfinał    | 08.06.1994 | GKS Katowice         | 1:0      |

## Tło
W finale Pucharu Polski 1993/1994 zmierzyli się ze sobą świeżo upieczony mistrz Polski, Legia Warszawa oraz rewelacja sezonu 1993/1994, ŁKS Łódź, który zakończył rozgrywki ligowe na 4. miejscu. Kilka dni wcześniej zawodnicy ŁKS Łódź strajkowali z powodu braku obiecanych im pieniędzy za grę w ekstraklasie.

## Mecz

### Przebieg meczu
Zawodnicy obu klubów od samego grali twardo, mimo osłabień w składach (Legia Warszawa grała bez kontuzjowanego Zbigniewa Mandziejewicza i Jacka Zielińskiego, a ŁKS Łódź bez kontuzjowanego Zdzisława Leszczyńskiego i Tomasza Wieszczyckiego), lecz przewaga z grze była po stronie drużyny Wojskowych.
W 76. minucie Wojciech Kowalczyk, któremu zawodnicy ŁKS Łódź pozwolili na chwilę swobody, zdobył pierwszą bramkę meczu, po czym był stale aktywny pod bramką drużyny przeciwnej. W 87. minucie wynik meczu ustalił Jerzy Podbrożny.

### Szczegóły meczu
| 18 czerwca 1994 14:00 | Legia Warszawa · Kowalczyk 76' · Podbrożny 87' | 2:00:0Raport | ŁKS Łódź | Stadion Wojska Polskiego, Warszawa Widzów: 18 000 Sędzia: Krzysztof Perek (Poznań) |
|                       |                                                |              |          |                                                                                    |

| Legia Warszawa: |  |                      |              |     |
|                 |  |                      |              |     |
| BR              |  | Zbigniew Robakiewicz |              |     |
| OB              |  | Marek Jóźwiak        |              |     |
| OB              |  | Juliusz Kruszankin   |              |     |
| OB              |  | Krzysztof Ratajczyk  |              |     |
| OB              |  | Radosław Michalski   |              |     |
| OB              |  | Marcin Jałocha       |              |     |
| PO              |  | Leszek Pisz          |              |     |
| PO              |  | Grzegorz Wędzyński   |              |     |
| PO              |  | Adam Fedoruk         |              | 72' |
| NA              |  | Wojciech Kowalczyk   | Żółta kartka |     |
| NA              |  | Jerzy Podbrożny      |              |     |
| Zmiany:         |  |                      |              |     |
| NA              |  | Dariusz Szeląg       |              | 72' |
| Trener:         |  |                      |              |     |
| Paweł Janas     |  |                      |              |     |

| ŁKS Łódź:     |  |                    |              |     |
|               |  |                    |              |     |
| BR            |  | Andrzej Woźniak    |              |     |
| OB            |  | Rafał Pawlak       |              |     |
| OB            |  | Witold Bendkowski  |              |     |
| OB            |  | Marek Chojnacki    |              |     |
| OB            |  | Dariusz Podolski   |              |     |
| PO            |  | Andrzej Ambrożej   |              |     |
| PO            |  | Janusz Kaczówka    |              | 86' |
| PO            |  | Tomasz Lenart      |              |     |
| PO            |  | Tomasz Cebula      |              |     |
| NA            |  | Grzegorz Krysiak   | Żółta kartka |     |
| NA            |  | Jacek Płuciennik   |              | 65' |
| Zmiany:       |  |                    |              |     |
| NA            |  | Jarosław Soszyński |              | 65' |
| PO            |  | Jarosław Dziedzic  |              | 86' |
| Trener:       |  |                    |              |     |
| Ryszard Polak |  |                    |              |     |

| Puchar Polski w piłce nożnej 1993/1994 Zwycięzcy |
| ------------------------------------------------ |
| Legia Warszawa 10. Tytuł                         |

## Po meczu
Puchar Polski zdobyła Legia Warszawa zdobywając tym samym trzeci w swojej historii dublet (wcześniej zdobyła go w 1955 roku i 1956 roku).